# Vaca Clarabelle
Vaca Clarabelle (în engleză Clarabelle Cow) este un personaj fictiv de desene animate creat de Walt Disney, ce face parte din universul fictiv al lui Mickey Mouse. Ea a fost concepută pentru prima oară de autorul Ub Iwerks în 1928. Clarabelle este una din cele mai bune prietene ale lui Minnie Mouse și este de obicei considerată iubita lui Horace Gură-de-Ham (Horace Horsecollar), deși a mai fost împerecheată uneori și cu Goofy (mai ales în seria de benzi desenate Super Goof).
În timpul prezent, ea este un personaj de susținere în franciza Disney.
Prima apariție a lui Clarabelle a fost ca o vacă de fermă în scurt-metrajul Steamboat Willie din 1928. A apărut în mod frecvent din 1930 până în 1932 iar mai apoi nu la fel de mult, astfel ultima sa apariție oficială clasică fiind în Symphony Hour (1942). Ca și alte personaje Disney, a avut parte și de apariții cameo scurte în filme ca Colindul lui Mickey (Mickey's Christmas Carol) (1983) și Prinț și cerșetor (The Prince and the Pauper) (1990), precum și în marea capodoperă cinematografică Cine vrea pielea lui Roger Rabbit? (Who Framed Roger Rabbit?).
Clarabelle a jucat mai mult părți mici ca personaj în aproximativ 30 de scurt-metraje animate în care a fost văzută, iar caracterul său nu a fost niciodată la fel de dezvoltat precum cel al lui Mickey, Minnie, Goofy, Donald sau al lui Pluto. Dar ea împreună cu Horace totuși s-au schimbat din animale normale de fermă în ființe total antropomorfizate, în funcție de necesitate.

În animația contemporană, personajul a revenit în uz activ, mai întâi fiind prezentă în câteva episoade din Fabrica de râs a lui Mickey (Mickey Mouse Works) și de asemenea într-o scenă scurtă din Mickey: A fost odată de Crăciun (Mickey's Once Upon a Christmas). În Casa lui Mickey Mouse (Disney's House of Mouse), aceasta s-a transformat într-o "cronicară a bârfei", având sintagma "Bârfa e tot timpul adevărată" ("Gossip is Always True"). Recent a fost văzută și în serialul preșcolar Clubul lui Mickey Mouse (Mickey Mouse Clubhouse), de data asta ca iubita oficială a lui Goofy (și de asemenea, are o cățelușă numită Bella), și în filmul direct-pe-video Mickey, Donald și Goofy: Cei trei mușchetari (Mickey, Donald, Goofy: The Three Musketeers) ca fiind locotenenta lui Pete. În Mickey și piloții de curse (Mickey and the Roadster Racers), ea arată afecțiune atât pentru Goofy cât și pentru Horace.
Pe lângă apariții la televizor și în filme, Clarabelle apare alături de Horace prin numeroase parcuri Disney, ca personaje de făcut cunoștință la Magic Kingdom. Mai apare și singură prin The World According to Goofy, Light Magic, the Parade of the Stars, Fantasmic, A Christmas Fantasy Parade and Celebrate! A Street Party. În 2009, Clarabelle a jucat un rol important în cadrul Salutului lui New York la Tokyo Disneyland și Tokyo DisneySea.

## Legături externe
- Vaca Clarabelle la Internet Movie Database
- WeirdSpace Encyclopedia: Clarabelle Cow